# Pânza de păianjen (roman)
Pânza de păianjen este un roman interbelic scris de Cella Serghi și publicat în 1938.
A fost scris în 1938, fiind romanul de debut al scriitoarei. În mare măsură, este un roman autobiografic.
Diana Slavu, personajul principal al romanului, își povestește viața prin intermediul unor caiete pe care le-a trimis uneia din prietenele ei, Ilinca Dima. Copilăria trăită în sărăcie, iubirile adolescentine, căsătoria, dragostea pentru un alt bărbat, căsătorit și el, toate se întrepătrund formând „pânza de păianjen”. La toate acestea se adaugă dragostea Dianei pentru mare și pentru tot ceea ce reprezintă aceasta.